# KC MotorGroup

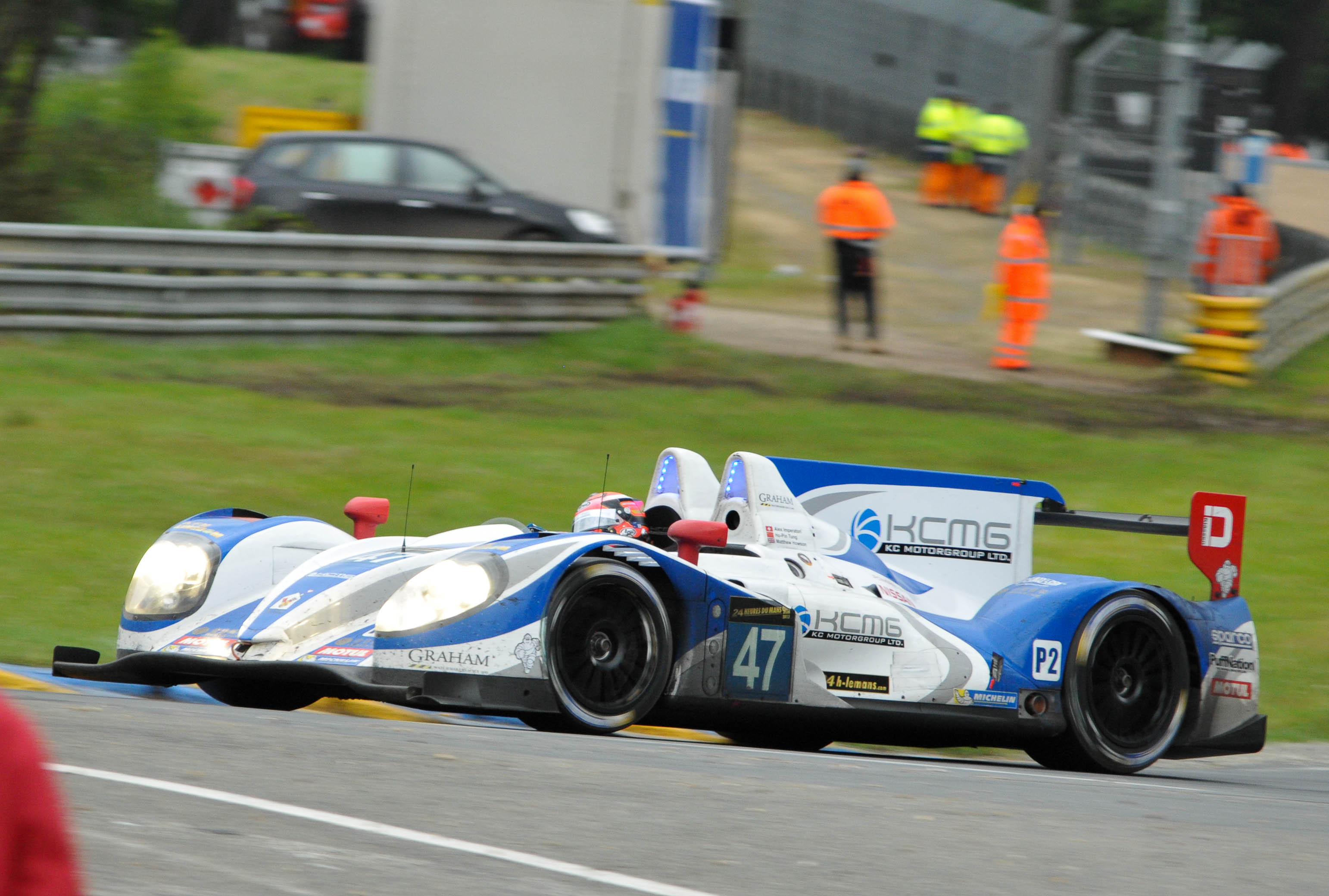
Le Mans en 2013.

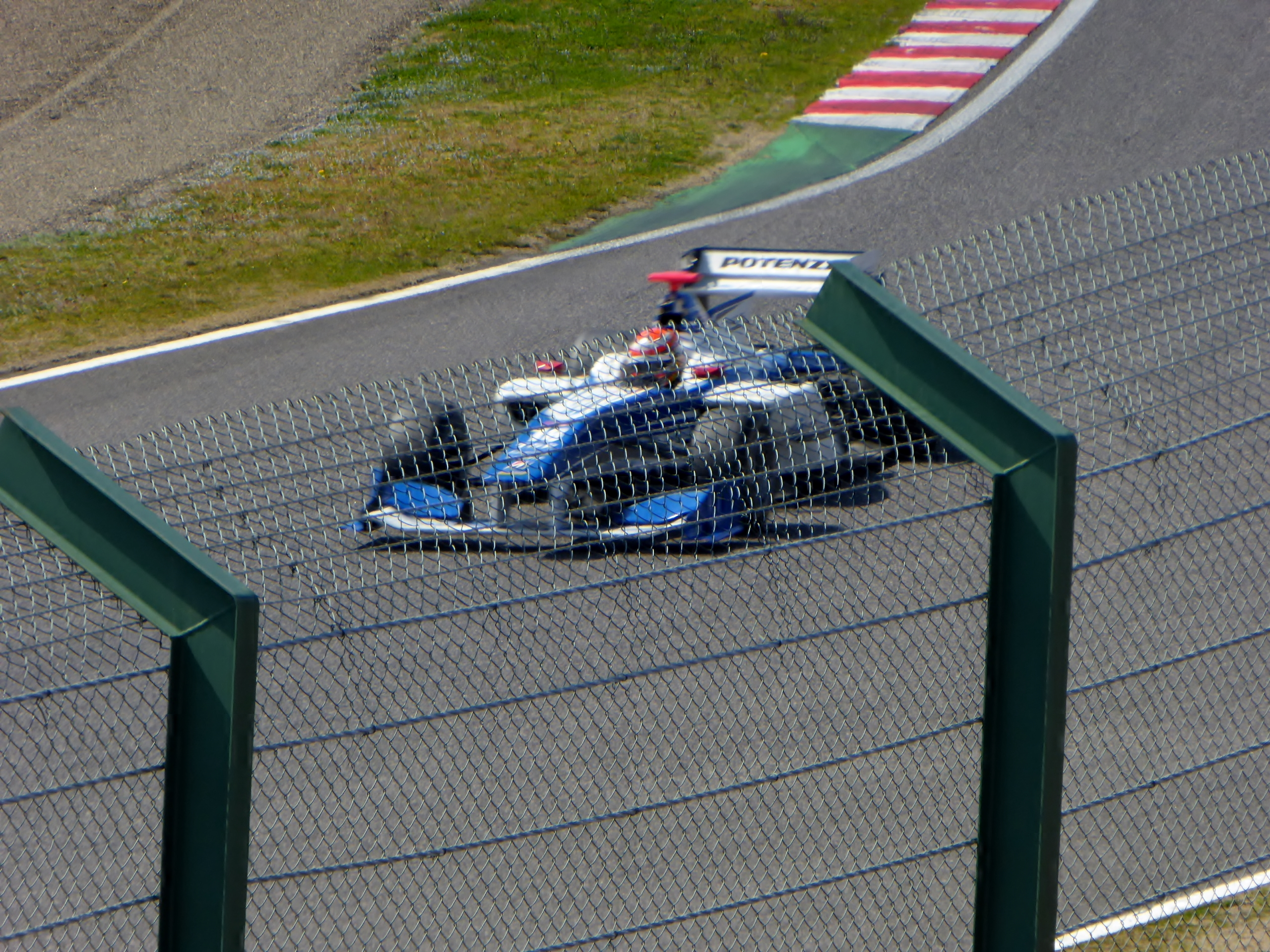
La Super Formula de 2015.

La Super Formula de 2015.

KC MotorGroup ou KCMG est une écurie hongkongaise de sport automobile engagée dans le Championnat du monde d'endurance FIA, l'Asian Le Mans Series, la Super Formula et le Championnat du Japon de Formule 3.

## Historique
Fondée par l'ancien pilote Paul Ip en 2007, KCMG participe ou a participé à divers championnats en Asie (voiture de tourisme, endurance ou monoplace). À partir de  2013, l'écurie découvre les 24 Heures du Mans dans la catégorie LMP2 puis s'engage en Championnat du monde d'endurance FIA. Les voitures utilisées sont une Morgan LMP2-Nissan en 2013, une Oreca 03R-Nissan en 2014 et une Oreca 05-Nissan en 2015.
KCMG a aussi créé sa propre voiture de Formule 4: la KCMG MG-01, destinée aux FIA Motorsport Games.

## Palmarès
- 24 Heures du Mans
  - Pole position et vainqueur de la catégorie LMP2 en 2015[2],[3]

- Championnat du monde d'endurance FIA
  - 3 victoires dans la catégorie LMP2 en 2014 au Circuit des Amériques, à Bahreïn et à São Paulo
  - 2 victoires dans la catégorie LMP2 en 2015 au Mans et au Nürburgring

## Pilotes
- Championnat du monde d'endurance FIA
  -  Christian Ried
  -  Wolf Henzler
  -  Joël Camathias
  -  Matthew Howson
  -  Richard Bradley
  -  Tsugio Matsuda
- Championnat de Super Formula
  -  Yuichi Nakayama
- Championnat du Japon de Formule 4
  -  Yuki Nemoto
- Asian Le Mans Series
  -  Paul Ip
  -  Yuan Bo
  -  James Munro
  -  Dan Wells
  -  Martin Rump
  -  Akash Nandy

## Résultats en Championnat du monde d'endurance FIA
| Saison | Catégorie | Écurie | Châssis               | Moteur                 | Pneus    | Numéro | Courses | Courses | Courses | Courses | Courses | Courses | Courses | Courses | Courses | Points inscrits | Classement |
| Saison | Catégorie | Écurie | Châssis               | Moteur                 | Pneus    | Numéro | 1       | 2       | 3       | 4       | 5       | 6       | 7       | 8       | 9       | Points inscrits | Classement |
| ------ | --------- | ------ | --------------------- | ---------------------- | -------- | ------ | ------- | ------- | ------- | ------- | ------- | ------- | ------- | ------- | ------- | --------------- | ---------- |
| 2014   | LMP2      | KCMG   | Oreca 03              | Nissan VK45DE 4,5 L V8 | Dunlop   | 47     | SIL     | SPA     | LMS     | CDA     | FUJ     | SHA     | BHR     | SÃO     |         | 130             | 3e         |
| 2014   | LMP2      | KCMG   | Oreca 03              | Nissan VK45DE 4,5 L V8 | Dunlop   | 47     | 2e      | 2e      | Abd     | 1er     | 2e      | Abd     | 1er     | 1er     |         | 130             | 3e         |
| 2015   | LMP2      | KCMG   | Oreca 05              | Nissan VK45DE 4,5 L V8 | Dunlop   | 47     | SIL     | SPA     | LMS     | NÜR     | CDA     | FUJ     | SHA     | BHR     |         | 155             | 2e         |
| 2015   | LMP2      | KCMG   | Oreca 05              | Nissan VK45DE 4,5 L V8 | Dunlop   | 47     | 4e      | 3e      | 1er     | 1er     | 2e      | Abd     | 3e      | 2e      |         | 155             | 2e         |
| 2016   | LMGTE Am  | KCMG   | Porsche 911 RSR (991) | Porsche 4,0 L Flat-6   | Michelin | 78     | SIL     | SPA     | LMS     | NÜR     | MEX     | CDA     | FUJ     | SHA     | BHR     | 125             | 4e         |
| 2016   | LMGTE Am  | KCMG   | Porsche 911 RSR (991) | Porsche 4,0 L Flat-6   | Michelin | 78     | 4e      | 4e      | 10e     | EX      | 5e      | 2e      | 2e      | 4e      | 2e      | 125             | 4e         |